# Safee Sali
Safee Sali (Selangor, Malasia, 29 de enero de 1984) es un exfutbolista de Malasia que jugaba en la posición de delantero. Actualmente es considerado como uno de los mejores futbolistas malayos de todos los tiempos, especialmente por su carrera internacional por ser el primer jugador malayo en jugar en la Liga Indonesia, y del primer futbolista malayo en jugar dos finales de la Copa AFC.

## Carrera

### Club
| Periodo   | Club                             | Goles |
| --------- | -------------------------------- | ----- |
| 2003–2005 | Kuala Lumpur FA                  | 20    |
| 2003      | → Telekom Melaka (cedido)        | 1     |
| 2005–2006 | Sarawak FA                       | 10    |
| 2006–2010 | Selangor FA                      | 36    |
| 2010-2012 | Pelita Jaya                      | 27    |
| 2013      | Arema Malang                     | 0     |
| 2013      | → Johor Darul Ta'zim FC (cedido) | 2     |
| 2014–2017 | Johor Darul Ta'zim FC            | 4     |
| 2017–2018 | PKNS FC                          | 9     |
| 2019      | Perlis FA                        | 0     |
| 2019–2020 | Petaling Jaya City FC            | 4     |
| 2021–2022 | Kuala Lumpur City                | 1     |

### Selección nacional
Jugó para Malasia en 76 ocasiones de 2006 a 2017 y anotó 23 goles; ganó el Campeonato de Fútbol de la ASEAN 2010 y participó en la Copa Asiática 2007.

## Logros

### Club
Selangor
- Malasia Charity Shield: 2009, 2010
- Malaysian Super League: 2009, 2010
- Malaysian FA Cup: 2009

Johor Darul Ta'zim
- Malaysia Super League: 2014, 2015, 2016
- Malasia Charity Shield: 2015, 2016
- Malaysia FA Cup: 2016
- AFC Cup: 2015

KL City FC
- Malaysia Cup: 2021[13][14]

### Selección nacional
- Merdeka Tournament: 2007
- AFF Championship: 2010

### Individual
- Goleador del Torneo Merdeka Tournament: 2007, 2008
- Goleador del AFF Championship: 2010
- Mejor Equipo Asiático por Goal.com de 2011[15]

## Estadísticas

### Goles con selección nacional
| #   | Fecha      | Sede                                                | Rival          | Marcador | Resultado | Torneo                                               |
| --- | ---------- | --------------------------------------------------- | -------------- | -------- | --------- | ---------------------------------------------------- |
| 1.  | 23-2-2006  | North Harbour Stadium, Auckland, Nueva Zelanda      | Nueva Zelanda  | 1–1      | 1–2       | Amistoso                                             |
| 2.  | 10-10-2008 | Bukit Jalil National Stadium, Kuala Lumpur, Malasia | Pakistán       | 1–0      | 4–1       | Amistoso                                             |
| 3.  | 15-10-2008 | Petaling Jaya Stadium, Petaling Jaya, Malasia       | Nepal          | 2–0      | 4–0       | 2008 Merdeka Tournament                              |
| 4.  | 15-10-2008 | Petaling Jaya Stadium, Petaling Jaya, Malasia       | Nepal          | 3–0      | 4–0       | 2008 Merdeka Tournament                              |
| 5.  | 20-10-2008 | Bukit Jalil National Stadium, Kuala Lumpur, Malasia | 2004           | 5–0      | 6–0       | 2008 Merdeka Tournament                              |
| 6.  | 23-10-2008 | Bukit Jalil National Stadium, Kuala Lumpur, Malasia | 1974           | 2–0      | 4–0       | 2008 Merdeka Tournament                              |
| 7.  | 6-12-2008  | Surakul Stadium, Phuket, Tailandia                  | Laos           | 1–0      | 3–0       | 2008 AFF Suzuki Cup                                  |
| 8.  | 6-12-2008  | Surakul Stadium, Phuket, Tailandia                  | Laos           | 3–0      | 3–0       | 2008 AFF Suzuki Cup                                  |
| 9.  | 15-12-2010 | Bukit Jalil National Stadium, Kuala Lumpur, Malasia | Vietnam        | 1–0      | 2–0       | 2010 AFF Suzuki Cup                                  |
| 10. | 15-12-2010 | Bukit Jalil National Stadium, Kuala Lumpur, Malasia | Vietnam        | 2–0      | 2–0       | 2010 AFF Suzuki Cup                                  |
| 11. | 26-12-2010 | Bukit Jalil National Stadium, Kuala Lumpur, Malasia | Indonesia      | 1–0      | 3–0       | 2010 AFF Suzuki Cup                                  |
| 12. | 26-12-2010 | Bukit Jalil National Stadium, Kuala Lumpur, Malasia | Indonesia      | 3–0      | 3–0       | 2010 AFF Suzuki Cup                                  |
| 13. | 29-12-2010 | Gelora Bung Karno Stadium, Yakarta, Indonesia       | Indonesia      | 1–0      | 1–2       | 2010 AFF Suzuki Cup                                  |
| 14. | 23-7-2011  | Jalan Besar Stadium, Jalan Besar, Singapur          | Singapur       | 1–0      | 3–5       | Clasificación para la Copa Mundial de Fútbol de 2014 |
| 15. | 23-7-2011  | Jalan Besar Stadium, Jalan Besar, Singapur          | Singapur       | 3–4      | 3–5       | Clasificación para la Copa Mundial de Fútbol de 2014 |
| 16. | 28-7-2011  | Bukit Jalil National Stadium, Kuala Lumpur, Malasia | Singapur       | 1–0      | 1–1       | Clasificación para la Copa Mundial de Fútbol de 2014 |
| 17. | 16-11-2011 | Salt Lake Stadium, Kolkata, India                   | India          | 1–1      | 2–3       | Amistoso                                             |
| 18. | 16-11-2011 | Salt Lake Stadium, Kolkata, India                   | India          | 2–3      | 2–3       | Amistoso                                             |
| 19. | 16-10-2012 | Mong Kok Stadium, Mong Kok, Hong Kong               | Hong Kong      | 1–0      | 3–0       | Amistoso                                             |
| 20. | 14-11-2012 | Bukit Jalil National Stadium, Kuala Lumpur, Malasia | Hong Kong      | 1–0      | 1–1       | Amistoso                                             |
| 21. | 28-11-2012 | Bukit Jalil National Stadium, Kuala Lumpur, Malasia | Laos           | 2–1      | 4–1       | 2012 AFF Suzuki Cup                                  |
| 22. | 29-11-2014 | National Stadium, Kallang, Singapur                 | Singapur       | 1–0      | 3–1       | 2014 AFF Suzuki Cup                                  |
| 23. | 11-6-2015  | Bukit Jalil National Stadium, Kuala Lumpur, Malasia | Timor Oriental | 1–0      | 1–1       | Clasificación para la Copa Mundial de Fútbol de 2018 |